# Saved from the Titanic
Saved from the Titanic is een stomme film uit 1912 onder regie van Étienne Arnaud.

## Verhaal
Dorothy is een jongedame die de ramp op de RMS Titanic heeft overleefd. Ze vertelt haar ouders en verloofde over haar ervaringen. Enkele momenten hiervan worden in flashbacks geschetst. Dorothy vreest dat ze nu niet mag trouwen met haar verloofde, omdat haar ouders door het zinken van het schip zijn herinnerd aan de gevaren van de grote zee en haar verloofde een zeiler is. Desondanks geeft haar vader Dorothy uiteindelijk toestemming te trouwen met de man van wie ze houdt.

## Rolverdeling
| Acteur          | Personage    |
| --------------- | ------------ |
| Dorothy Gibson  | Miss Dorothy |
| Alec B. Francis | Vader        |
| Julia Stuart    | Moeder       |
| John G. Adolfi  | Jack         |
| William R. Dunn | Jacks vriend |
| Guy Oliver      | Jacks vriend |

## Achtergrond
Actrice Dorothy Gibson, die het script schreef en de hoofdrol vertolkt, was zelf een passagier van de RMS Titanic. Onmiddellijk na de ramp op 15 april 1912 ging ze, op aanraden van haar verloofde, werken aan een filmversie. Hoewel ze in het script schreef over haar eigen ervaringen, is de film voornamelijk fictie. De film werd in een periode van een week opgenomen. Gibson droeg tijdens de opnames kleding die ze ook op het schip droeg. Voor het maken van de film werd er kinemacolor toegepast, een soort kleurtoevoeging. De distributie vond uiteindelijk plaats op 14 mei 1912, 29 dagen na de ramp. Hiermee staat het bekend als de eerste verfilming van de nacht op 15 april 1912. Tegenwoordig wordt er gedacht dat de film verloren is gegaan. De laatste kopieën zouden zijn vernietigd in een brand in een studio in maart 1914.